# Heiligenloh
Heiligenloh ist ein Ortsteil der Stadt Twistringen im Landkreis Diepholz (Niedersachsen).

## Geographie

### Lage
Heiligenloh liegt 6 km südwestlich vom Kernbereich Twistringen, 35 km südwestlich von Bremen, 20 km nordöstlich von Diepholz und 45 km westlich von Nienburg. Zu Heiligenloh gehören noch Bissenhausen, Borwede, Ellinghausen, Ridderade und Stophel.

### Nachbargemeinden
Heiligenloh liegt im Süden des Stadtgebietes von Twistringen. Nachbarn sind innerhalb dieses Stadtgebietes die nördlich gelegenen Ortsteile Natenstedt, Altenmarhorst, Mörsen und Scharrendorf. Von der östlich gelegenen Samtgemeinde Schwaförden sind es deren Ortsteile Stocksdorf und Schmalförden; von der südlich gelegenen Samtgemeinde Barnstorf sind es deren Ortsteile Bockstedt und Drentwede.

### Flüsse
Die ca. 13 km lange Heiligenloher Beeke durchfließt den Ortsteil in Ost-West-Richtung und mündet an der Gemeinde-, Stadt- und Kreisgrenze zum Landkreis Vechta in die Hunte.

## Geschichte
Gefundene Steinbeile und Urnen sowie ein bronzezeitliches Hügelgrab (der Heilige Berg) weisen auf eine Besiedlung in vorgeschichtlicher Zeit hin.
Heiligenloh wurde 1252 erstmals als Vogtei des Bischofs von Minden urkundlich erwähnt.
Am 1. März 1974 entstand die Einheitsgemeinde Stadt Twistringen. Heiligenloh wurde – zusammen mit Abbenhausen, Altenmarhorst, Mörsen, Natenstedt, Rüssen, Scharrendorf, Stelle und Twistringen – eine von acht Ortschaften dieser neuen Einheitsgemeinde.
Im Jahr 2002 fand in Heiligenloh anlässlich seiner langjährigen Geschichte die 750-Jahr-Feier des Ortes statt.

## Politik

### Ortsrat
Der Ortsrat, der den Ortsteil Heiligenloh vertritt, setzt sich aus neun Mitgliedern zusammen. Die Ratsmitglieder werden durch eine Kommunalwahl für jeweils fünf Jahre gewählt. Die aktuelle Amtszeit begann am 1. November 2021 und endet am 31. Oktober 2026.
Bei der Kommunalwahl 2021 ergab sich folgende Sitzverteilung:
| Ortsrat 2021Insgesamt 9 Sitze - SPD: 1 - Grüne: 1 - FWG: 5 - CDU: 2 |

### Ortsbürgermeisterin
Ortsbürgermeisterin ist Anke von der Lage-Borchers.

## Sehenswürdigkeiten

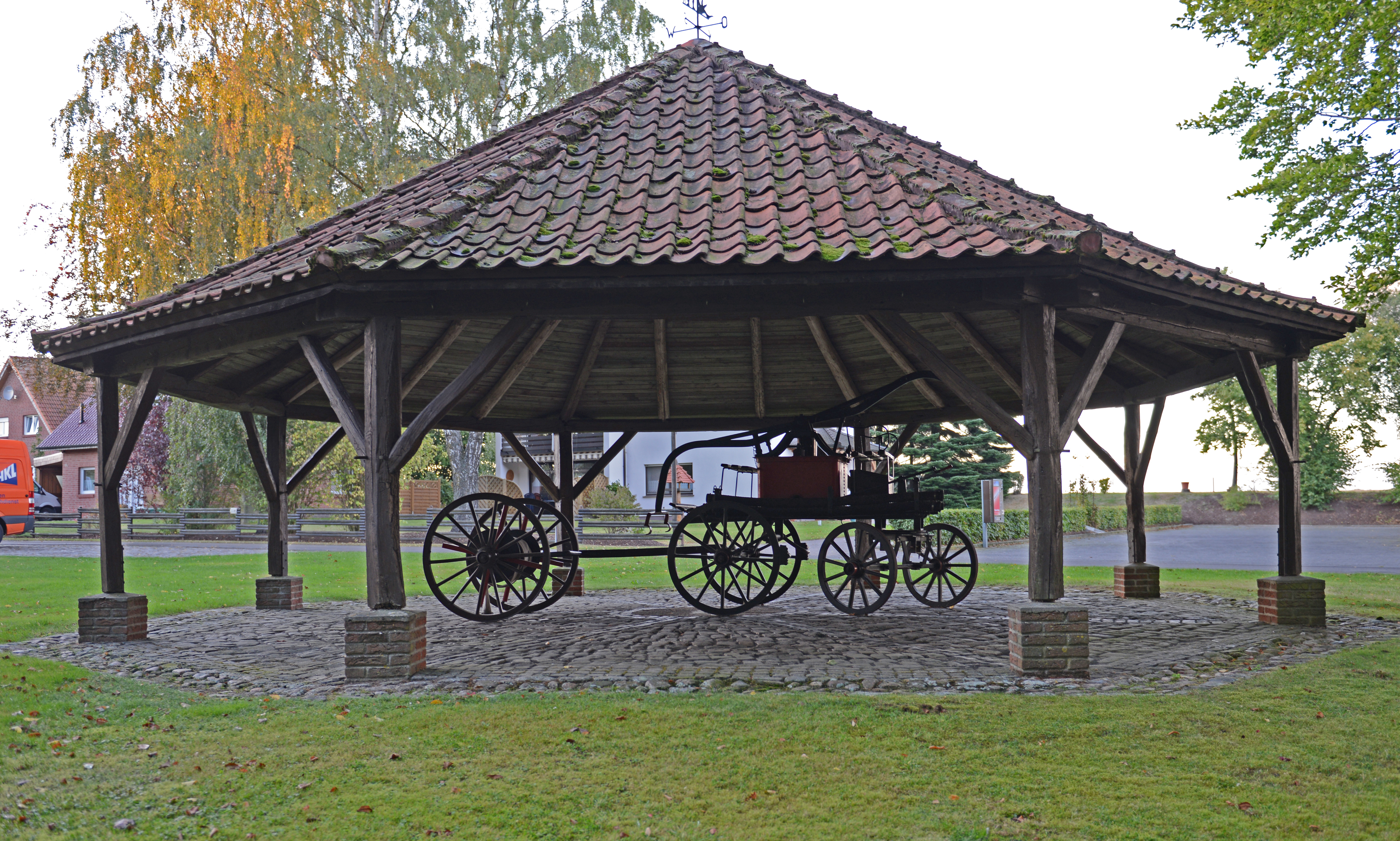
Historisches Fahrzeug der Heiligenloher Feuerwehr auf dem Dorfplatz in Heiligenloh

1980 wurde Heiligenloh im Rahmen des Wettbewerbs „Unser Dorf soll schöner werden“ zur schönsten Gemeinde des Landkreises Diepholz gewählt und ausgezeichnet. 2002 und 2008 errang der Ort im Kreiswettbewerb „Unser Dorf hat Zukunft“ jeweils den 1. Platz.

### Baudenkmale
In der Liste der Baudenkmale in Twistringen sind für Heiligenloh sieben Baudenkmale aufgeführt.

### Kirche

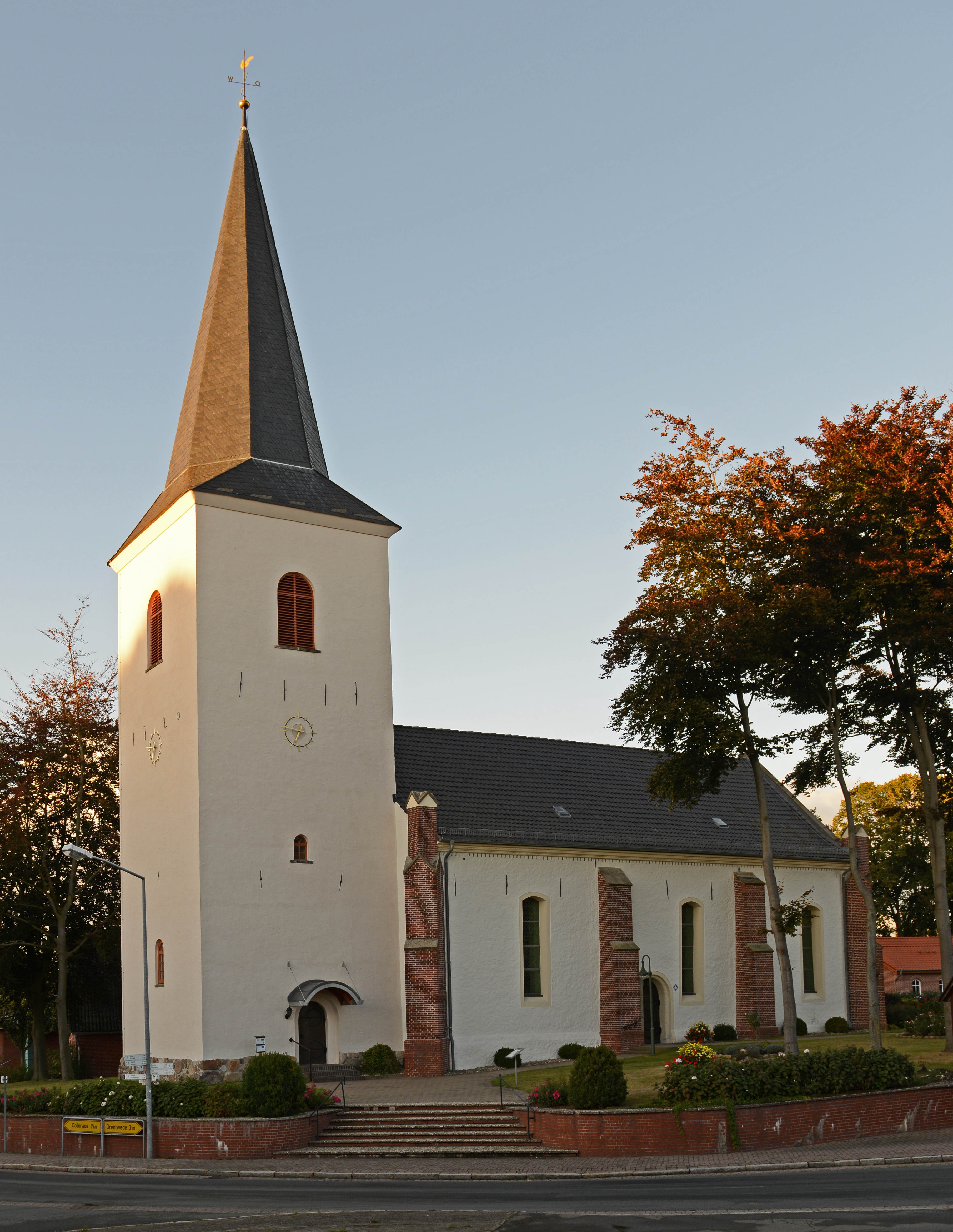
Evangelische Kirche

Die ev. frühgotische Pfarrkirche Heiligenloh von um 1270 ist eine Saalkirche mit Kreuzrippengewölbe, Apsis als Chor und 34 Meter hohem Westturm mit Turmhelm von 1858. Orgel von Eduard Meyer und Empore von 1838/40. 

### Bauten

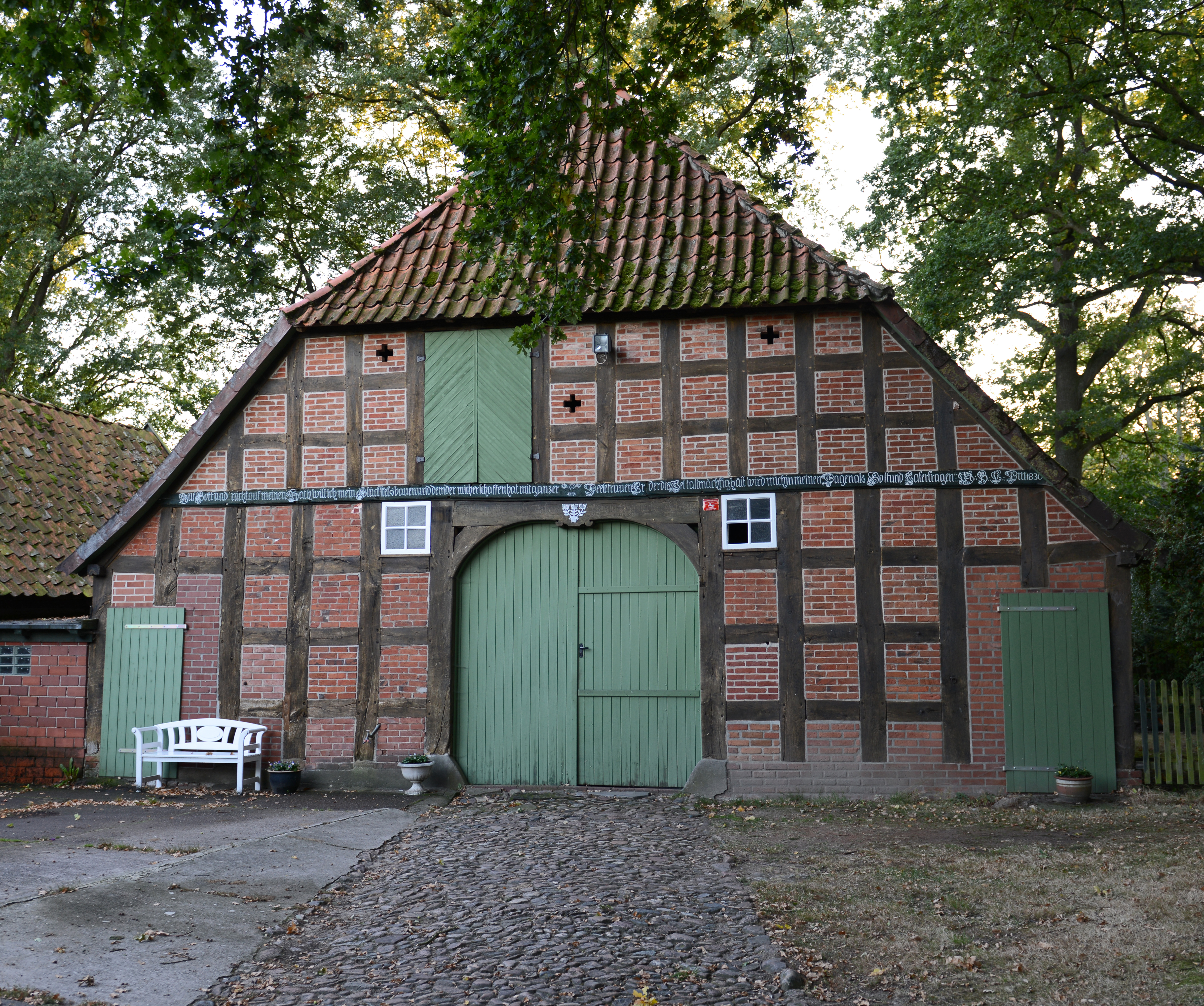
Wohn-/Wirtschaftsgebäude Heiligenloh

Bemerkenswerte denkmalgeschützte Bauten sind u. a. das Wohn-/Wirtschaftsgebäude Heiligenloh von 1830, drei Speicher und das Backhaus.

### Kunst im öffentlichen Raum
Auf dem Göpelplatz befindet sich eine Skulptur der beiden Syker Künstler Elsa Töbelmann und Henning Greve. Die aus von 2002 stammende Skulptur Ausschwärmende Wünsche ist aus Stahl.

### Dorfmuseum Ridderade
Im Mai 2002 wurde in Ridderade ein Dorfmuseum eröffnet. Auf einer Fläche von 130 m² werden Objekte von der Steinzeit (Werkzeug) über die Bronzezeit (Urnenscherben) bis zur jüngeren Gegenwart (land- und hauswirtschaftliche Geräte, Fotos und Karten von Ridderade und Stophel) gezeigt. Geöffnet ist das Museum von Mai bis Oktober an jedem 2. Sonntag im Monat (15 bis 18 Uhr).

### Petit Musée
Das Petit Musée (deutsch Kleines Museum) war ein Kunstmuseum im Ortsteil Bissenhausen. Das Museum wurde 2011 eröffnet und galt mit einer Grundfläche von etwa zwei Quadratmetern als eines der kleinsten Kunstmuseen der Welt. Geschaffen wurde es vom Künstler Jochen Tiemann alias „Bafuß“. Gezeigt wurden wechselnde Ausstellungen verschiedener Künstler. In der Adventszeit wurde am und im Museum der „Kunst-Christkindlmarkt 'Petit Marché' “ (deutsch Kleiner Markt) veranstaltet.
Es ist seit 2021 dauerhaft geschlossen.

## Verkehr
Heiligenloh liegt fernab vom großen Verkehr. Das erhöht den Wohnwert, zumal die Entfernungen zur nächsten Bundesstraße und zum nächsten Bahnhof nicht erheblich sind.

### Straße
Heiligenloh liegt 2,5 km entfernt nördlich von der B 51, wodurch die Verbindung nach Norden (Bremen) und nach Süden (Osnabrück) gewährleistet ist.
Zwei Kreisstraßen – die K 101 und die K 102 – durchschneiden Heiligenloh. Sie führen direkt in die Nachbarorte Natenstedt, Drentwede und Borwede. Die Straßenabschnitte haben im Ort Namen; im Einzelnen sind dies:
- die „Hauptstraße“ (= nördl. Teil der K 101); sie führt in nordwestlicher Richtung nach Natenstedt
- die „Hauptstraße“ (= südl. Teil der K 101); sie führt in südöstlicher Richtung nach Rüstingen, zur B 51 und weiter nach Drentwede
- die „Hermannstraße“ (= östlicher Teil der K 102); sie führt in östlicher Richtung nach Ellinghausen, zur B 51 und weiter nach Borwede.

Namen der 17 Heiligenloher Straßen (in alphabetischer Reihenfolge):
Alte Dorfstraße, Am Hang, Am Kiekbusch, Am Pfarrgarten, An der Henckemühle, Bockstedter Straße, Gartenstraße, Hauptstraße, Hermannstraße, Mühlendamm, Oderstraße, Parkstraße, Poststraße, Schulstraße, Vor dem Fang, Vor Harms Holt, Zum Heiligenberg.
Im Gegensatz dazu gibt es in den kleineren Ortsteilen von Heiligenloh – Bissenhausen, Borwede, Ellinghausen, Ridderade und Stophel – keine Straßenbezeichnungen, sondern nur Hausnummern.

### Schienenverkehr
Der nächste Bahnhof ist der in nordöstlicher Richtung an der Strecke Bremen – Osnabrück gelegene Bahnhof Twistringen. Er ist ca. 7 km von Heiligenloh entfernt.

## Persönlichkeiten, die vor Ort wirken
- Otto Bach (1924–2010); Heimatforscher, Autor und Pädagoge, von 1963 bis 1986 Lehrer und ab 1970 Leiter der Grundschule, 1978 Gründung des Stadtarchivs in Twistringen
- Wilhelm Helms (1923–2019); Politiker (DP, FDP und CDU), Bundestags- und Europaabgeordneter